# Jabouilleia
Jabouilleia är ett fågelsläkte i familjen marktimalior inom ordningen tättingar. Släktet omfattar här två arter med utbredning i Vietnam och Laos samt norra Myanmar:
- Vietnamskärtimalia (J. danjoui)
- Kachinskärtimalia (J. naungmungensis) – nyligen beskriven art, behandlas ofta som underart till danjoui

Släktet inkluderas numera vanligen i Napothera efter DNA-studier.